# Brandbotten

Brandbotten i ett vindsbjälklag. Nr 1 är ett skikt murtegel, lagt på flatan.

Brandbotten är en äldre byggnadsteknisk benämning på ett bjälklag med brandcellsskiljande funktion, ofta mellan översta våningsplan och vinden i ett flerbostadshus.
En brandbotten bestod i regel av murtegel, som lags på flatan och i bruk, ibland med öppna fogar, ibland med fyllda fogar. Under 1900-talet utformades brandbotten även med ett skikt betong. I Stockholms brandstadga från 1763 förskrevs att för bostadsändamål utbyggda vindar skulle förses med brandbotten. I svenska byggnadsordningen från 1877 krävdes att vindsbjälklag i bostadshus skall ha brandbotten av tegel i 3-våningshus och högre.